# طیبه ابراهیم (بازیگر)
طیبه ابراهیم (زادهٔ ۲۱ آبان ۱۳۴۶ در تهران) بازیگر تئاتر، سینما و تلویزیون ایرانی است. در تابستان سال ۱۳۶۷ دوره دو ساله آموزش بازیگری را در کانون تئاتر بانوان تهران آغاز کرد. سپس از پاییز همان سال در تئاترهای حرفه‌ای حضور یافت.

## زندگی شخصی
در سال ۱۳۷۸ با فرامرز قهرمانی فر، فیلم‌ساز و هنرمند هنرهای تجسمی ازدواج کرد. وی دارای یک فرزند به نام آوا است.

## فعالیت حرفه‌ای
نخستین تجربه حرفه‌ای او در تئاتر به حضور در نمایش سوگ سیاوش به کارگردانی سیاوش طهمورث و پاییز ۱۳۶۷ بازمی‌گردد. پس از حضور در نمایش «ماه پیشونی» به کارگردانی جواد خالصی در ۱۳۶۸، طی سال ۱۳۷۰ و ۱۳۶۹ به اجرای تعدادی نمایش کودک در مهد کودک‌ها به کارگردانی سوسن مقصودلو روی آورد. یکی دیگر از همکاری‌های او با سوسن مقصودلو در نمایش بزبز قندی در پاییز ۱۳۷۰ و به تهیه کنندگی ثریا قاسمی بود. طیبه ابراهیم، سپس در تابستان ۱۳۷۱ بار دیگر با نمایش «پریون» به کارگردانی حسین احمدی نسب روی صحنه آمد.
پس از حضور در تئاترهای بسیار طی سال‌های ۱۳۶۷ تا ۱۳۷۱ برای نخستین بار، زمستان سال ۱۳۷۲ با سریال پرواز ۵۷ به کارگردانی مهران مدیری و شیرین جاهد در تلویزیون حضور یافته و بازی کرده‌است. بی شک سال ۱۳۷۳ از پرکارترین سال‌های کاری طیبه ابراهیم بوده‌است. پس از آن، در بهار ۱۳۷۳ بار دیگر با سریال محکمه عدالت به کارگردانی رضا بابک به تلویزیون آمد. از مهم‌ترین آثار طیبه ابراهیم می‌توان به بازیگری در سریال ساعت خوش به کارگردانی مهران مدیری، اشاره کرد که تابستان سال ۱۳۷۳ روی آنتن رفت. آخرین کار تلویزیونی او در این سال به جنگ نوروز ۷۴ به کارگردانی مهران آزاده بازمی‌گردد. در تابستان ۱۳۷۴، بار دیگر پس از گذشت سه سال با نمایش شام آخر به نویسندگی محمد چرمشیر و کارگردانی عباس غفاری روی صحنه رفت که به نخستین جشنواره تئاتر بانوان راه یافت. در این جشنواره، طیبه ابراهیم جایزه دوم بهترین بازیگری را سید مصطفی میرسلیم، وزیر ارشاد وقت به او اهدا کرد.
طیبه ابراهیم، سپس در زمستان ۱۳۷۵ با سریال خاطره‌ها به کارگردانی داریوش مودبیان به تلویزیون بازگشت. در اسفند همان سال نیز، جنگ نوروز ۷۶ به کارگردانی مهران مدیری ساخته و در شب‌های تعطیلات سال نو از تلویزیون پخش شد. اما در سال ۱۳۷۶، نخستین تجربه رادیویی خود را به واسطه همکاری با گروه صبح جمعه با شما به کارگردانی سعید توکل داشت. در نوروز ۱۳۷۷، به دلیل استقبال مخاطبان سریال جنگ نوروز ۷۷ بار دیگر به تلویزیون آمد و ساخت و پخش سراسری آن تا بهار و تابستان همان سال ادامه یافت. سریال ببخشید شما، نیز به کارگردانی مهران مدیری در بهار ۱۳۷۸ و با بازی مهران مدیری، عارف لرستانی، سروش صحت، طیبه ابراهیم، فلامک جنیدی روی آنتن رفت. در سال ۱۳۷۹، برای نخستین بار در سینما با فیلمی به نام همسر دلخواه من به کارگردانی افشین شرکت حضور پیدا کرد.
پس از ۴ سال جدایی از تلویزیون، در سال ۱۳۸۲ با سریال «باغچه مینو» به کارگردانی رضا صفدری و با بازی فتحعلی اویسی، جواد رضویان، بیژن بنفشه‌خواه، طیبه ابراهیم، رضا داوودنژاد، زهرا داوودنژاد به تلویزیون بازگشت. در سال‌های ۱۳۸۳ و ۱۳۸۴ طی دو همکاری با علی شاه حاتمی در سریال‌های او مثبت و خوش‌غیرت حضور پیدا کرد.
جدایی دوباره او و حرفه‌اش تا تابستان سال ۱۳۹۸ ادامه پیدا کرد. اما در نمایشنامه‌خوانی جعفرخان از فرنگ برگشته نوشته حسن مقدم و کلثوم ننه نوشته جمال خوانساری با کارگردانی محبت دارآفرین به صحنه رفت.
همچنین برای نخستین بار در تاریخچه کاری خود در سال ۱۳۹۸ نخستین فیلم کوتاه آوا قهرمانی فر با نام جیغ مرغ دریایی را تهیه کنندگی کرد.

## آثار
- نمایش "سوگ سیاوش" به کارگردانی سیاوش طهمورث - ۱۳۶۷
- نمایش "ماه پیشونی" به کارگردانی جواد خالصی - ۱۳۶۸
- نمایش‌های کودک در مهد کودک‌ها به کارگردانی سوسن مقصودلو - ۱۳۶۹ و ۱۳۷۰
- نمایش "بزبز قندی" به کارگردانی سوسن مقصودلو و تهیه کنندگی ثریا قاسمی - ۱۳۷۰
- نمایش"پریون" نوشته محمد چرمشیر و کارگردانی حسین احمدی نسب - ۱۳۷۱
- نمایش شام آخر به نویسندگی محمد چرمشیر و کارگردانی عباس غفاری - ۱۳۷۴
- برنامه رادیویی "صبح جمعه با شما" به کارگردانی سعید توکل - ۱۳۷۶

## سینما
- ۱۳۷۹ همسر دلخواه من (افشین شرکت)

## تلویزیون
- ۱۳۷۲ پرواز ۵۷ (مهران مدیری)
- ۱۳۷۳ محکمه عدالت (رضا بابک)
- ۱۳۷۳ ساعت خوش (مهران مدیری)
- ۱۳۷۳ نوروز ۷۴ (محمد صالح علا)
- ۱۳۷۴ سال خوش (مهران مدیری)
- ۱۳۷۵ نوروز ۷۶ (داریوش کاردان)
- ۱۳۷۶ نوروز ۷۷ (مهران مدیری)
- ۱۳۷۸ ببخشید شما (مهران مدیری)
- ۱۳۷۹ پلاک ۱۴ (مهران مدیری)
- ۱۳۷۹ نیستان (حسین مختاری)[۱]
- ۱۳۸۲ باغچه مینو (رضا صفدری)
- ۱۳۸۲ او مثبت (علی شاه حاتمی)
- ۱۳۸۳ خوش غیرت (علی شاه حاتمی)

#### سایر سمت ها
- نمایشنامه خوانی «جعفرخان از فرنگ برگشته» نوشته حسن مقدم و به کارگردانی محبت دارآفرین - ۱۳۹۸[پیوند مرده]
- نمایشنامه خوانی «کلثوم ننه» نوشته جمال خوانساری و به کارگردانی محبت دارآفرین - ۱۳۹۸[پیوند مرده]
- تهیه کنندگی فیلم کوتاه «جیغ مرغ دریایی» به کارگردانی آوا قهرمانی فر - ۱۳۹۸[۲]
- نمایشنامه خوانی «معبد کوه گاتیس» نوشته جمال فوادیان و به کارگردانی حسن پورگل محمدی - ۱۴۰۰
- نمایشنامه رادیویی «ساکسیفون» نویسنده و کارگردان: سوسن مقصودلو - ۱۴۰۰
- نمایش رادیویی «تعطیلات تابستانی» نویسنده و کارگردان: سوسن مقصودلو - ۱۴۰۰
- فیلم نیمه بلند «همدرد» نویسنده و‌ کارگردان: نسرین مقدم - ۱۴۰۰
- سریال «کمند» نویسنده و کارگردان: فرزاد اسلام پور - ۱۴۰۱
- فیلم نیمه بلند «به خاطر گیتی» نوشته سعید سالم و به کارگردانی سعید سالمی و یاسر هشترخانی - ۱۴۰۲
- نمایشنامه خوانی «آن زندگی که من به تو دادم» نوشته لوئیجی پیراندلو و به کارگردانی مریم عبدلی - ۱۴۰۲